# Microsatellite (biologie)
Pour les articles homonymes, voir Microsatellite.
Un microsatellite (ou séquence microsatellite) est une séquence d'ADN formée par une répétition continue de motifs composés généralement de 1 à 6 nucléotides. La transmission génétique de ces séquences suit les lois de Mendel de l'hérédité.
Ces « motifs » sont très abondants dans tout le génome de tous les eucaryotes (un même microsatellite peut être présent en milliers d'exemplaires dans le génome d'une espèce avec par exemple et en moyenne, un microsatellite di- ou tri-nucléotidique tous les 50 kilobases chez les végétaux supérieurs). Ils sont le plus souvent trouvés au niveau des introns des gènes et au niveau d'exons.
La longueur de ces séquences (c'est-à-dire le nombre de répétitions ; de 5 à 100 fois en général) varie selon l'espèce, mais aussi d'un individu à l'autre et d'un allèle à l'autre chez un même individu, voire d'une cellule à l'autre du fait d'« erreurs » au cours de la réplication de l'ADN.
Mais la localisation de ces séquences dans le génome est relativement conservée entre espèces phylogénétiquement proches.

## Utilisations
Le « polymorphisme » des microsatellites peut être utilisé :
- comme marqueur génétique afin d'identifier un individu, par exemple en médecine légale ou pour le suivi d'animaux en voie de disparition ;
- réaliser un typage moléculaire de certains cancers où les erreurs de réplication peuvent être plus nombreuses que dans des cellules normales ;
- identifier des cellules d'un donneur lors du suivi d'une greffe de moelle allogénique, en utilisant la technique dite de chimérisme ;
- comme « marqueurs » pour construire une carte génétique ;
- pour le screening de la biodiversité (voir aussi métabarcoding) ;
- pour mesurer la diversité génétique au sein d'une population ou d'une métapopulation animale ou végétale, et le cas échéant détecter l’existence, et mesurer le risque ou gravité de phénomènes de consanguinité, de dérive génétique ou de goulot d'étranglement génétique (bison d'Europe, Castor eurasiatique ou populations écopaysagèrement isolées de mustélidés par exemple)[4].

Ils ne peuvent pas être utilisés en test de paternité en raison de leur grande instabilité lors de la méiose.

## Motifs répétés
Les motifs répétés dans un microsatellite sont souvent de 1,2,3 ou 4 paires de bases.
- Motifs de 1 paire de base 
Le plus souvent, on a répétition de A ou de T, et ces motifs sont issus de rétrotranscription par un virus de queues poly(A).

- Motifs de 2 paires de base
C'est par exemple la répétition du motif CA tous les 25 kb et qui sert de borne dans l'ADN.

- Motifs de 3 paires de base 
Bien que la plupart des microsatellites soient extragéniques, les motifs à trois paires de base sont souvent intragéniques.
Ils peuvent être responsables de maladies à répétition de triplets comme le syndrome de l'X fragile (répétition de CCG ou de CGG) ou encore la dystrophie myotonique (répétition de CTG).
Par exemple, la répétition du motif (CAG), présent notamment dans le gène codant le récepteur aux androgènes (gène AR sur le chromosome X), modifie suffisamment la séquence protéique pour que la sensibilité aux androgènes de ce récepteur soit affectée. Cela peut aboutir à des maladies neurologiques, notamment la Maladie de Kennedy lorsque le nombre de ces répétitions dépasse 36 (la normale étant de 9 à 32 répétitions).
De même, sur le plan anatomique, le volume prostatique qui dépend de l'imprégnation androgénique, augmente lorsque le nombre de répétitions CAG diminue, favorisant ainsi le développement de l'hypertrophie bénigne de la prostate (Larré et al. BJU Int. 2007 Sep;100(3):679-84.) ; 
La chorée de Huntington est due à une augmentation du nombre de répétition du trinucléotide CAG dans la séquence codante de la huntingtine entrainant la formation d'une queue allongée d'acides glutamiques dans la séquence de la protéine responsable à son tour de la maladie.
- Motifs de 4 paires de base
Un motif souvent retrouvé est (CAGT).

## Utilisation
En biologie moléculaire, les régions flanquantes des microsatellites servent d'amorces lors de la PCR, car si un microsatellite donné n'est pas spécifique d'un locus, les régions flanquantes de ce microsatellite le sont. Une paire d'amorces spécifique de ces régions flanquantes amplifiera donc spécifiquement ce seul microsatellite.
Une fois la PCR réalisée, une électrophorèse sur gel d'agarose permet de séparer les différents fragments d'ADN en fonction de leur taille (donc de la taille de la séquence microsatellite). Ceux-ci ayant un polymorphisme élevé du fait du nombre de répétitions du motif, on peut distinguer les individus différents dans la population de départ ou encore distinguer les individus homozygotes des hétérozygotes. On utilise alors de préférence des microsatellites intragéniques car il y a moins de risques qu'ils aient subi des recombinaisons.
On se sert notamment de cette technique pour mettre en évidence la présence ou l'absence de la mutation à l'origine de la mucoviscidose.[à vérifier]
Le résultat d'un test STR est un nombre de répétitions. Un haplotype est la combinaison de tous les nombres de répétitions pour plusieurs marqueurs.